# Corymbia citriodora
Corymbia citriodora ((Hook.) K.D.Hill & L.A.S.Johnson, 1995), comunemente noto come eucalipto citrato, o eucalipto limone, è un albero appartenente alla famiglia delle Myrtaceae, originario di Queensland e Nuovo Galles del Sud, in Australia.
Oggi è coltivato in vari paesi, in Italia raggiunge le dimensioni di arbusto se coltivato in vaso, da mettere in serra durante l'inverno. In natura cresce nei boschi.

## Usi
Le foglie sono usate per produrre liquori d'erbe. Come altre specie di mirtacee ha proprietà antisettiche dell'apparato respiratorio. È usato dall'industria profumiera, farmaceutica e saponaria.